# 爱德华·库克
爱德华·库克（英語：Edward Cook，1888年11月27日—1972年10月18日），美国男子田径运动员。他曾代表美国参加1908年夏季奥林匹克运动会田径比赛，结果与艾尔弗雷德·卡尔顿·吉尔伯特并列获得男子撑杆跳高金牌。